# 호르헤 소레기에타
호르헤 호라치오 소레기에타 스테파니니(Jorge Horacio Zorreguieta Stefanini, 1928년 1월 18일 ~ 2017년 8월 8일)는 아르헨티나의 정치인이다. 호르헤 라파엘 비델라가 아르헨티나의 독재자 노릇을 하던 시절 농업부 장관으로 재직했다. 네덜란드 왕비 막시마의 아버지이다.
호르헤 소레기에타는 1928년 부에노스아이레스에서 태어났다. 부모는 에스파냐-바스크 혼혈과 이탈리아계 이민자로, 호르헤는 집안의 장남이었다. 친할아버지는 멘도사 시 시장을 지냈다. 성장한 호르헤는 지주와 목장주들의 이익을 대변하던 보수단체 La Sociedad Rural Argentina의 간사를 지냈고, 바스크계 문화기구인 Juan de Garay 협회의 협회장을 지냈다.
비델라 장군이 1976년 아르헨티나 쿠데타를 일으키자 소레기에타는 농무성 차관으로 임명되었고, 1979년부터 1981년까지 농무성 장관을 역임했다.
소레기에타의 농무성과 관계된 연구소인 국립농업기술연구소(INTA)는 쿠데타 이후 아르헨티나 해군의 통제하에 놓였고, 소레기에타가 장관으로 재직하던 도중 이 연구소 직원 여럿이 실종되었다.
1981년 소레기에타는 장관에서 물러났다. 그 뒤 아르헨티나 설탕 산업의 고문기구인 Centro Argentino Azucarero(CAA)의 총재가 되었다. 1982년 4월 아르헨티나가 포클랜드 제도 영유권 문제로 영국과 전쟁을 벌였고, 패배했다. 그 결과 이때는 레오폴도 갈티에리가 수괴를 맡고 있던 군사정부가 붕괴했다. 군사정부에서 각료를 해먹은 사람들은 인권유린 혐의로 고발되었으나, 소레기에타는 정권이 무너지기 전에 공직에서 떠났기 때문에 아무런 영향도 받지 않았다.